# Gimnasíada

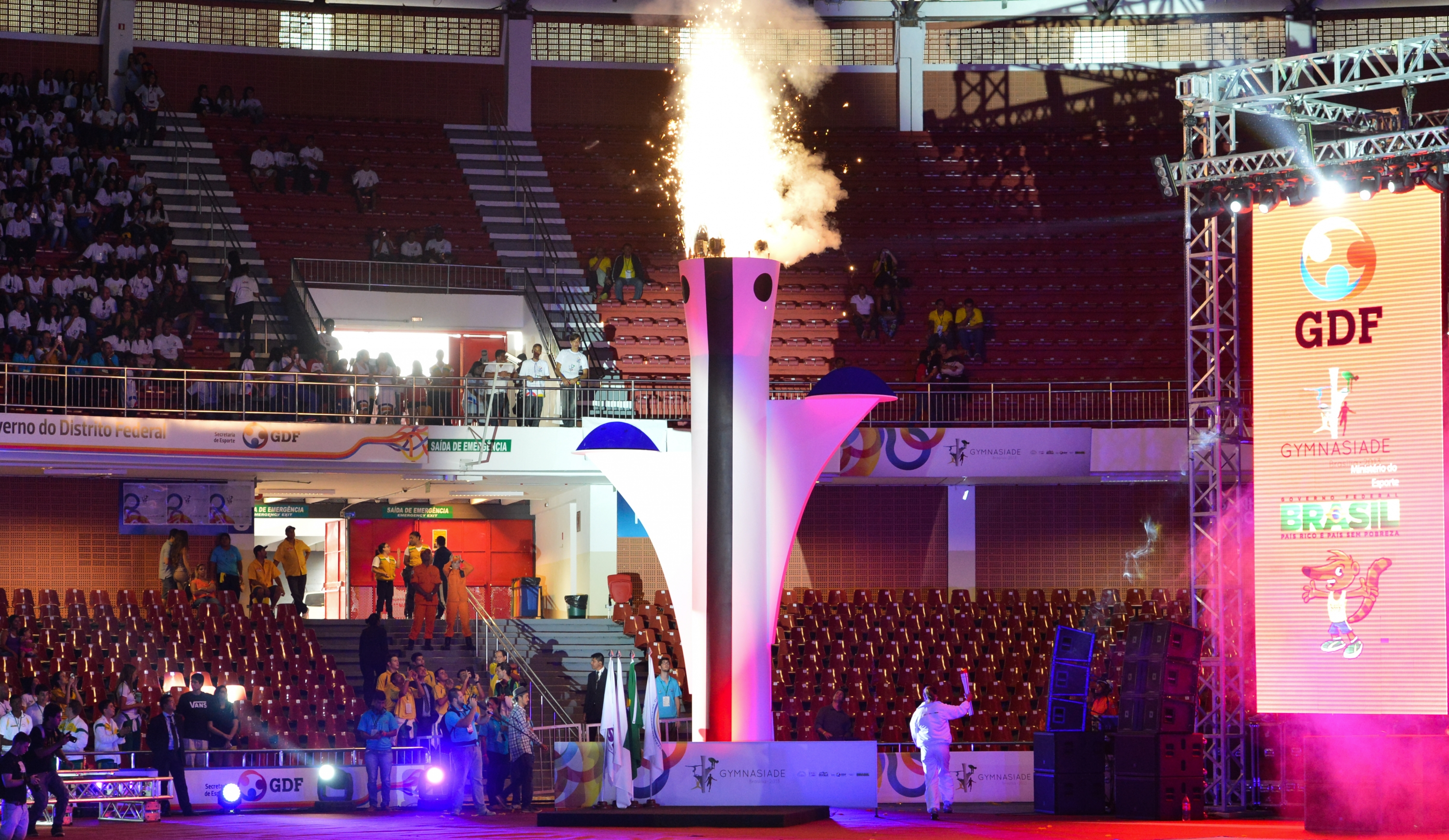
Cerimônia de abertura do Jogos Mundiais Escolares - Gymnasiade - 2013, no Ginásio Nilson Nelson, em Brasília. Foto: Valter Campanato / Agência Brasil

A Gymnasiade, ou Gymnasíada Mundial, é um evento multiesportivo que é organizado pela Federação Internacional do Desporto Escolar (ISF). O maior evento organizado pela ISF foi a Gymnasíada Mundial de 2006 na Grécia. Apenas jovens de 13 a 17 anos podem participar 
Há quatro esportes na Gymnasíada atletismo, ginástica artística, ginástica rítmica, e natação. São 34 eventos no atletismo (17 para garotos e 17 para garotas), que são feitos de acordo com as regras da IAAF. A divisão também serve para a natação. São oito eventos para os homens e seis para as meninas na ginástica artística e oito para meninas na ginástica rítmica
A primeira edição da Gymnasíada foi em Wiesbaden, na Alemanha Ocidental e só natação e ginástica estiveram no programa.O atletismo só foi incluído na edição seguinte em Orléans,na França. A Gymnasíada,foi um evento realizado a cada 2 anos até 1990,quando passou a ser realizada normalmente a cada 4 anos. A próxima edição será em 2016, em Rabat, Marrocos em 2019.

## Edições
| Ano  | Cidade-sede        | País     |
| ---- | ------------------ | -------- |
| 1974 | Wiesbaden          | Alemanha |
| 1976 | Orléans            | França   |
| 1978 | Izmir              | Turquia  |
| 1980 | Turim              | Itália   |
| 1982 | Lille              | França   |
| 1984 | Florença           | Itália   |
| 1986 | Nice               | França   |
| 1988 | Barcelona          | Espanha  |
| 1990 | Bruges             | Flanders |
| 1994 | Nicósia            | Chipre   |
| 1998 | Shanghai           | China    |
| 2002 | Caen               | França   |
| 2006 | Atenas-Tessalônica | Grécia   |
| 2009 | Doha               | Catar    |
| 2013 | Brasília           | Brasil   |
| 2016 | Trabzon            | Turquia  |
| 2018 | Rabat              | Marrocos |
| 2021 | Jinjang            | China    |
| 2022 | Caen               | França   |
| 2024 | Manama             | Barém    |

## Ver Também
- Universiada
- Jogos Olímpicos da Juventude